# Zvjezdarnica Neil Armstrong
Zvjezdarnica Neil Armstrong (špa. Observatorio Neil Armstrong) je zvjezdarnica u Nikaragvi završena 1. ožujka 2014. Time je Nikaragva postala jedina srednjoamerička država koja ima zvjezdarnicu. Primarno služi u školske svrhe.
Zvjezdarnica, koja je koštala pola milijuna dolara, nalazi se u školi Pierrea i Marie Curie u Managuau. Zgrada se sastoji od dvije etaže s kupolom od više od 4,5 četvornih metara. Glavna leća teleskopa iznosi 11 inča i može povećati zvjezdane objekte od 50 do 800 puta. Na prvom katu se nalazi kemijski laboratorij nazvan "Irene Joliot-Curie". Drugi kat je posvećen proučavanju fizike, a nosi ime "Isaac Newton". Zvjezdarnica je dobila ime "Neil Armstrong" u čast prvog čovjeka koji je bio na mjesecu.